# Ozarba deficiens
Ozarba deficiens is een vlinder van de familie van de uilen (Noctuidae). De wetenschappelijke naam van deze soort is voor het eerst voorgesteld door Emilio Berio in een publicatie uit 1935.
De soort komt voor in Somalië en Kenia.